# Boxa als Jocs Olímpics d'estiu de 1904 - pes wèlter
El pes wèlter va ser la tercera categoria de boxa més pesada de les disputades als Jocs Olímpics de Saint Louis de 1904. La prova es va disputar el 21 i 22 de setembre de 1904, sent la primera vegada que es disputava en unes Olimpíades. Hi van prendre part quatre participants, tots dels Estats Units, els quals havien de pesar menys de 65,8 kg.

## Medallistes
| Or                 | Plata               | Bronze             |
| Albert Young (USA) | Harry Spanjer (USA) | Joseph Lydon (USA) |

## Resultats
|  | Semifinals     | Semifinals    |   |  | Final          | Final |  |
|  |                |               |   |  |                |       |  |
|  | 21 de setembre |               |   |  |                |       |  |
|  | Albert Young   | G             |   |  |                |       |  |
|  | Jack Egan      | P             |   |  |                |       |  |
|  |                |               |   |  |                |       |  |
|  |                |               |   |  | 22 de setembre |       |  |
|  |                |               |   |  | Albert Young   | G     |  |
|  |                | Harry Spanjer | P |  |                |       |  |
|  |                |               |   |  |                |       |  |
|  |                |               |   |  |                |       |  |
|  |                |               |   |  |                |       |  |
|  | 21 de setembre |               |   |  |                |       |  |
|  | Harry Spanjer  | G             |   |  |                |       |  |
|  | Joseph Lydon   | P             |   |  |                |       |  |

G: Guanya
P: Perd
En no disputar-se el combat per la medalla de bronze tant Egan com Lydon foren premiats amb dita medalla. Amb tot, posteriorment es descobrí que el nom real d'Egan era Frank Joseph Floyd. Segons les normes de l'UCA era il·legal combatre sota un nom fals, per la qual cosa el novembre de 1905 fou desqualificat i se li va ordenar tornar tots els seus premis.